# Presbytère de Satillieu
Le presbytère de Satillieu est un édifice situé en France sur la commune de Satillieu, dans le département de l'Ardèche en région Rhône-Alpes.
Celui-ci fait l'objet d'une inscription au titre des monuments historiques depuis le 1er août 1974.

## Localisation
L'édifice est située au centre du village de Satillieu, dans le département français de l'Ardèche.

## Description
Ce bâtiment imposant, ancien presbytère, abrite la « salle Don Quichotte » où on peut admirer de magnifiques tableaux classés monuments historiques au titre d'objet,, (on ne connait pas leur origine exacte) et la « chambre de la Marquise » ornée de papiers peints datant du Premier Empire également classés au titre d'objet.

## Historique
À l'origine cette construction est un château, datant du XVIIIe siècle, bâti sur les bases d'un ancien fort romain. Inscrit au titre des monuments historiques en 1974, étant alors presbytère, elle est devenue mairie depuis. Durant l'été 2013, ont été fêtés les 990 ans du château par une exposition dans les salons d'œuvres d'artistes locaux.